# Kristian Alfonso
Kristian-Joy Alfonso (Brockton (Massachusetts), 5 september 1963) is een Amerikaans actrice.
Ze begon haar carrière als een kunstschaatser en won een gouden medaille op de Junior Olympics. Door een ongeluk op dertienjarige leeftijd moest ze het schaatsen opgeven en werd ze model. Op haar vijftiende was ze al op de voorpagina van dertig bladen verschenen.
Haar acteercarrière begon ze in 1981 in de televisiefilm The Starmaker aan de zijde van Rock Hudson. In 1983 kreeg ze de rol van Hope Williams Brady in Days of our Lives, ze werd de tegenspeelster van Bo Brady (Peter Reckell). In 1987 verliet Alfonso de serie om in Falcon Crest de rol van Pilar Ortega te spelen.
In 1990 keerde ze kort terug naar de Days of our Lives om er niet veel later te sterven bij een ongeluk. Niets is als het lijkt en vier jaar later kwam ze terug als de aan geheugenverlies lijdende Gina, later bleek dat zij Hope was. De verhaallijn rond Gina duurde nog jaren.
Alfonso is twee keer getrouwd geweest en heeft twee zonen.
Samen met Peter Reckell vormt ze een geliefd soapkoppel. Ze wonnen al enkele Soap Opera Digest Awards voor beste koppel en in 2002 kregen ze een speciale Emmy Award als favoriet koppel.